# Brâu
Brâul reprezintă un obiect vestimentar liturgic cu care este încins preotul. Se așeaza în jurul taliei peste stihar și epitrahil.
Brâul pe care preotul îl poartă peste stihar și peste epitrahil semnifică faptul că este pregătit de slujire, precum un om se încinge cu o curea atunci când se pregătește de călătorie sau pentru a se apuca de o anumită slujbă. De aceea, atunci când îmbracă veșmintele liturgice, în momentul în care se încinge cu brâul, simbol al Puterii dumnezeiești, el rostește: „Binecuvântat este Dumnezeu, Cel ce mă încinge cu putere, și a pus fără prihană calea mea (Ps. 17, 35), acum și pururea și în vecii vecilor. Amin”.
Brâul are și o utilitate practică, fiind menit să-i faciliteze mișcările preotului sau episcopului, strângându-i mai aproape de corp veșmintele liturgice.